# Maksym (Krocha)
Maksym, imię świeckie Boris Iwanowicz Krocha (ur. 25 grudnia 1928 w Czernigowce, zm. 27 lutego 2002) – rosyjski biskup prawosławny.

## Życiorys
Urodził się w rodzinie chłopskiej. W okresie przymusowej kolektywizacji jego ojciec został uznany za bogatego chłopa i zesłany na północ, gdzie pracował przy budowie Kanału Białomorskiego. II wojnę światową rodzina przeżyła na Syberii.
W 1947 wstąpił do seminarium duchownego w Leningradzie. Jako jego student 24 kwietnia 1949 metropolita nowosybirski i barnaułski Bartłomiej przyjął od niego wieczyste śluby mnisze. 17 kwietnia 1950 biskup talliński Roman wyświęcił go na hierodiakona. W 1951 mnich Maksym ukończył seminarium duchowne i kontynuował studia teologiczne w Leningradzkiej Akademii Duchownej, którą ukończył w 1955. 24 września 1954, jako student, został wyświęcony na hieromnicha przez metropolitę leningradzkiego i nowogrodzkiego Grzegorza. Posługę kapłańską spełniał w eparchiach leningradzkiej, jarosławskiej i rostowskiej oraz mińskiej. Od 1958 do 1963 duchowny był ponadto wykładowcą mińskiego seminarium duchownego oraz dziekanem monasteru Zaśnięcia Matki Bożej w Żyrowiczach. W 1962 otrzymał godność archimandryty. W 1965 uzyskał tytuł naukowy kandydata nauk teologicznych. Od 1965 do 1972 był proboszczem parafii przy soborze Świętego Ducha w Mińsku.
26 marca 1972 w soborze Objawienia Pańskiego w Moskwie miała miejsce jego chirotonia na biskupa argentyńskiego i południowoamerykańskiego. Jako konsekratorzy w ceremonii wzięli udział patriarcha moskiewski i całej Rusi Pimen, metropolici leningradzki i nowogrodzki Nikodem, kijowski i halicki Filaret, talliński i estoński Aleksy II oraz arcybiskupi miński i białoruski Antoni i wołokołamski Pitirim. Po roku został przeniesiony w stan spoczynku. W 1974 objął eparchię omską i tiumeńską. Po dziesięciu latach został podniesiony do godności arcybiskupiej. W 1986 objął katedrę tulską i bielowską, zaś w 1989 został przeniesiony do eparchii mohylewskiej i mścisławskiej.
W eparchii mohylewskiej, której działalność w czasach radzieckich niemal całkowicie zamarła, zainicjował remonty świątyń i budowy nowych. Wyremontował m.in. monaster św. Mikołaja w Mohylewie. Popularyzował w mieście kult cara Mikołaja II i jego rodziny, doprowadził do kanonizacji dwóch biskupów mohylewskich – Jerzego i Paulina.
Zmarł w 2002.